# Wiktor Chworostian
Wiktor Wasiljewicz Chworostian (ros. Виктор Васильевич Хворостян, ur. 1903 w Carewie w guberni astrachańskiej, zm. 21 czerwca 1939 w Moskwie) – funkcjonariusz radzieckich organów bezpieczeństwa, major bezpieczeństwa państwowego, ludowy komisarz spraw wewnętrznych Armeńskiej SRR (1937–1939).

## Życiorys
W 1918 skończył czteroklasową szkołę miejską, a 1920 kursy partyjne w Carycynie, 1919 pracownik gminnego komitetu wykonawczego. Od grudnia 1919 członek RKP(b)/WKP(b), od maja do sierpnia 1920 przewodniczący i sekretarz odpowiedzialny gminnego komitetu Komsomołu. Od sierpnia 1920 do października 1921 żołnierz Armii Czerwonej, członek biura i sekretarz jaczejki eskadronu 2 Dywizji Kawalerii, następnie funkcjonariusz Czeki/GPU, od października 1924 do sierpnia 1925 sekretarz jaczejki RKP(b) Pełnomocnego Przedstawicielstwa OGPU Kraju Północnokaukaskiego, od sierpnia 1925 do stycznia 1927 kursant Wyższej Szkoły Pogranicznej OGPU, później zajmował różne stanowiska w GPU na Północnym Kaukazie, a 1930-1937 w Środkowej Azji. Od lipca 1931 do lipca 1934 szef Wydziału Specjalnego Pełnomocnego Przedstawicielstwa OGPU w Kazachstanie, od 10 lipca 1934 do 17 stycznia 1937 szef Wydziału Specjalnego Zarządu Bezpieczeństwa Państwowego (UGB) Zarządu NKWD Kazachskiej ASRR, od 7 kwietnia 1936 był kapitanem bezpieczeństwa państwowego. Od 7 stycznia do 16 marca 1937 szef Wydziału 5, następnie do 16 czerwca 1937 Wydziału 3 UGB NKWD Kazachskiej SRR, od 16 czerwca do 27 lipca 1937 szef Wydziału 6 UGB NKWD Białoruskiej SRR, od 27 lipca do 20 października 1937 szef Wydziału Transportu Drogowego NKWD Kolei Białoruskiej. Od 20 października 1937 do 28 lutego 1939 ludowy komisarz spraw wewnętrznych Armeńskiej SRR, 9 listopada 1937 awansowany na majora bezpieczeństwa państwowego. Deputowany do Rady Najwyższej ZSRR 1 kadencji. Aresztowany, zmarł podczas śledztwa.

## Odznaczenia
- Order Czerwonego Sztandaru (17 listopada 1934)
- Order Czerwonej Gwiazdy (19 grudnia 1937)
- Odznaka "Honorowy Funkcjonariusz Czeki/GPU (V)" (1927)